# Emilio Duportal
Emilio Duportal (Gualeguay, 1828 - Buenos Aires, 18 de octubre de 1893) fue un hacendado y político argentino, que ejerció brevemente como Gobernador de la provincia de Entre Ríos en 1871.

## Biografía
Se educó en la ciudad de Buenos Aires, donde estableció una estancia dedicada a la cría de ovejas en el norte de la provincia de Buenos Aires y adhirió al partido triunfante después de la revolución del 11 de septiembre de 1852.
En 1866 fue uno de los socios fundadores de la Sociedad Rural Argentina.
En 1870 estalló la última rebelión federal en la provincia de Entre Ríos, que costó la vida del gobernador Justo José de Urquiza. La legislatura entrerriana nombró gobernador al general Ricardo López Jordán, pero el presidente Sarmiento lo desconoció y le declaró la guerra. Meses después envió como interventor federal a Francisco Pico, que organizó elecciones en la parte del territorio entrerriano controlado por el Ejército Argentino; de las elecciones no participó ningún candidato federal, aunque participaron tres "clubes" políticos.
La nueva legislatura eligió gobernador a un estanciero afincado en Buenos Aires, Emilio Duportal, que asumió la gobernación el día 14 de mayo en la ciudad que era entonces capital de la provincia, Concepción del Uruguay. Su gobierno estuvo orientado a la eliminación definitiva de toda influencia federal: desplazó a los federales de todos los cargos públicos, incluidos a los maestros y los curas. Esta actitud, que sería continuada por su sucesor, generaría una segunda sublevación de López Jordán y sus partidarios.
El 2 de agosto del mismo año, Duportal solicitó una licencia para trasladarse a Buenos Aires, sin explicar sus motivos. El 29 del mismo mes envió un telegrama con su renuncia al cargo de gobernador; se ha especulado que la razón de su viaje había sido solicitar ayuda al gobierno nacional por la apremiante situación económica de su gobierno, y la renuncia, a la negativa recibida. Fue sucedido por Leonidas Echagüe, que hasta entonces había sido su ministro de gobierno.
Dedicó el resto de su vida a la administración de sus estancias. En 1876 fue elegido presidente de la Sociedad Rural Argentina, siendo el cuarto en ocupar ese cargo; organizó las exposiciones anuales de esta Sociedad, y durante muchos años fue el redactor de los Anales de la Sociedad Rural Argentina.
En 1875 vendió por $28 000 una casa al expresidente Sarmiento, la única casa de la que Sarmiento sería propietario en la capital del país; en esa casa funcionaría más tarde la Casa de San Juan en Buenos Aires. En 1886 edificó un enorme palacio en San José de Flores; éste sería vendido posteriormente al estanciero Gervasio Videla Dorna, que a su vez lo alquilaría entre 1899 y 1909 a la Armada Argentina, para sede de la Escuela Naval. Más tarde sería demolida.
En 1890 fue rector de la Facultad de Agronomía y Veterinaria de la Universidad Nacional de La Plata, que por ese entonces funcionaba en la Escuela Agrícola Santa Catalina, cerca de San Vicente.
Falleció en Buenos Aires en octubre de 1893.